# Восьмая гугенотская война
Восьмая гугенотская война, известная также под названием «Война трёх Генрихов» (фр. Guerre des Trois Henri), продолжавшаяся с 1585 по 1598 год, — последняя и самая продолжительная из гугенотских войн.
Война была инициирована Филиппом II Испанским, чтобы помешать Франции вмешаться против испанской армии в Нидерландах и помешать её плану вторжения в Англию. Это началось когда Католическая лига убедила короля Генриха III издать указ запрещающий протестантизм и отменяющий право Генриха Наваррского на престол. На Генриха III, вероятно, повлияла его любимая книга Анна де Жуайез: Немурский эдикт  отменил все указы о терпимости в пользу протестантов и запретил реформистское богослужение. Король Генрих III был вынужден вступить в войну, потому что Генрих Наваррский не мог вынести отмены своих прав на трон.
Анри де Гиз командовал войсками, противостоящими немецким протестантам. Шарль де Майенн, его брат, должен был выступить против Анри де Наварра. Он тщетно осаждал Кастийон. Король Генрих III остался в резерве между ними.
Из-за казни католической Марии Стюарт 8 февраля 1587 г. по просьбе протестантской королевы Англии Елизаветы I правительство повторно разожгло конфликт.
В битве при Кутра 15 октября 1587 г. Генрих Наваррский победил королевскую армию под командованием герцога Анна де Жуайез, который погиб в бою. Но в битве при Вимори 26 октября 1587 г. герцог Гиз разгромил нанятых протестантами немецких и швейцарских наемников. Герцог Гиз получил от этого большой авторитет в Париже, а короля критикуют за то, что он привлек иностранных наемников.
Поскольку посты губернаторов Нормандии и Пикардии были доступны из-за соответствующих смертей герцога Анна де Жуайез в бою и внезапно умершего Анри I Бурбон-Конде, Герцог Гиз попросил короля Нормандию для себя и Пикардию для своего кузена Карла, но король отказался.
Несмотря на формальный запрет короля из-за его популярности, герцог де Гиз въехал в Париж 9 мая 1588 г, где принял активное участие в дне баррикад 12 мая 1588 г.. После гибели около шестидесяти солдат король бежал из Парижа через Порт-Нёв сначала в Сен-Клу, затем в Шартр, Руан и наконец, в замок Блуа.
Король был в затруднительном положении из-за отправки 29 мая 1588 г. Филиппом II Испанским Непобедимой армады, которая вторглась в Англию. С тех пор герцог Гиз, находившийся в сильной позиции, приказал королю подписать эдикт о союзе, где король обязуется никогда не заключать «никакого мира или перемирия с еретиками». Герцог становится генерал-лейтенантом королевства.
После разгрома Непобедимой Армады 8 августа 1588 г, король созвал Генеральные штаты в Блуа, которые открылись 16 октября 1588 г.
Герцог Гиз планировал убить короля и захватить трон, но король нанёс удар первым, убив герцога, а также его брата — кардинала Людовика II Лотарингского на следующий день. Он также арестовал семью Гизов и членов лиги.
После данных событий началась новая открытая война между роялистами и Католической лигой. Париж освободился от обязанности подчиняться королю. Большинство городов восстали кроме городов Валь-де-Луар и Бордо. Брат герцога де Гиза Шарль де Майенн стал руководителем войск лиги и попытался взять Блуа и Тур. Генрих III должен был обратиться к протестантскому королю Наварры и его войскам, пообещав защитить протестантов. Это изменило направление истории, и они намереваются попытаться вернуть себе Париж.
Но 1 августа 1589 г. монах Жак Клеман попросил личной аудиенции у короля в Сен-Клу и нанёс ему удар в нижнюю часть живота. Король умер на следующий день после того, как в отсутствие сына и естественного наследника назначил Анри де Наварра своим преемником.
Таким образом Анри де Наваррский, ставший королем Франции после убийства своего кузена Генриха III , является последним выжившим из трех Генрихов. Сам он был убит в 1610 году, после того как правил Французским королевством более двадцати лет.

## Последствия
Со смертью Генриха III коалиция умершего короля распалась. Многие католические роялисты отказались служить протестанту Анри де Наварру, и армия ушла из Парижа.
Анри де Наварр возобновил бой. Он отказался от осады Парижа, но победил Шарля де Майенна во время битвы при Аркесе. Он отвоевал несколько городов и снова разбил членов Лиги и испанцев в битве при Иври которая произошла 14 марта 1590 г.
Он торжественно отрёкся от протестантизма 25 июля 1593 г. в базилике Сен-Дени. К нему присоединились дворяне и католические войска. Он был коронован 27 февраля 1594 г. в соборе Нотр-Дам де Шартр, потому что Реймс, традиционный город коронаций, все еще был занят лигой.
Он вошёл в Париж, откуда испанцы эвакуировались 22 марта 1594 г. Он даровал помилование раскаявшимся членам лиги. Отпущение грехов, дарованное ему папой Климентом VIII 17 сентября 1595 г. обеспечило ему поступательное сплочение всего дворянства и остального населения. Однако у него остались противники, такие как Жан Шатель, который пытался убить короля возле Лувра  27 декабря 1594 г. 5 июня 1595 г. Генрих IV окончательно победил армию лиги в битве при Фонтен-Франсез.
После окончания этой гражданской войны при Генрихе IV во Франции начался период экономического роста и внутреннего мира.